# Placostegus langerhansi
Placostegus langerhansi är en ringmaskart som beskrevs av Marenzeller 1893. Placostegus langerhansi ingår i släktet Placostegus och familjen Serpulidae. Inga underarter finns listade i Catalogue of Life.